# Tufão Francisco (2013)
O tufão Francisco, conhecido nas Filipinas como: tufão Urduja (designação internacional:1327, designação JTWC:26W), foi um poderoso tufão que, segundo o Centro Conjunto de Avisos de Tufão, atingiu a categoria cinco na escala de furacões de Saffir-Simpson. A vigésima quinta tempestade nomeada e o décimo tufão da temporada de tufões no Pacífico de 2013, o Francisco, formou-se a 16 de outubro ao leste de Guam de um área preexistente de conveção. Encontrando-se em condições favoráveis, intensificou-se rapidamente a tempestade tropical antes de passar ao sul de Guam. Depois de deslocar ao sudoeste da ilha, o Francisco girou ao noroeste num ambiente de águas quentes e cisalhamento vertical de vento débil, convertendo-se em tufão. A JTWC promoveu-o ao status de supertufão a 18 de outubro, enquanto a Agência Meteorológica do Japão (JMA) estimou os seus ventos máximos sustentados em 10 minutos de 195 km/h (120 mph, 105 nós). Iniciado seu debilitamento gradual e após girar ao nordeste, o Francisco degradou-se a tempestade tropical a 24 de outubro. Depois de passar ao sudeste da Okinawa e o território do Japão, a tempestade acelerou e converteu-se em ciclone extratropical a 26 de outubro, dissipando no final daquele dia. O nome Francisco foi contribuído pelos Estados Unidos e refere-se a um nome próprio comum, de origem espanhol, nas ilhas Marianas.
Em Guam e o resto das ilhas Marianas do Norte, o Francisco produziu rajadas de ventos de tempestade tropical, o suficientemente intensos para derrubar algumas árvores e causar $150 000 (2013 USD) em danos. O tufão também provocou chuvas torrenciais em Guam, com acumulações de 201 milímetros em Inarajan. Depois, o Francisco trouxe rajadas de ventos e chuvas dispersas a Okinawa. Na Kagoshima, 3 800 casas ficaram sem o serviço de energia elétrica, enquanto emitiu-se um aviso de evacuação por toda a ilha de Izu Ōshima depois que o tufão Wipha provocasse um mortífero deslizamento uma semana antes. As chuvas no Japão acumularam 680 milímetros em Niyodogawa, Kōchi em Shikoku.

## Historial meteorológico

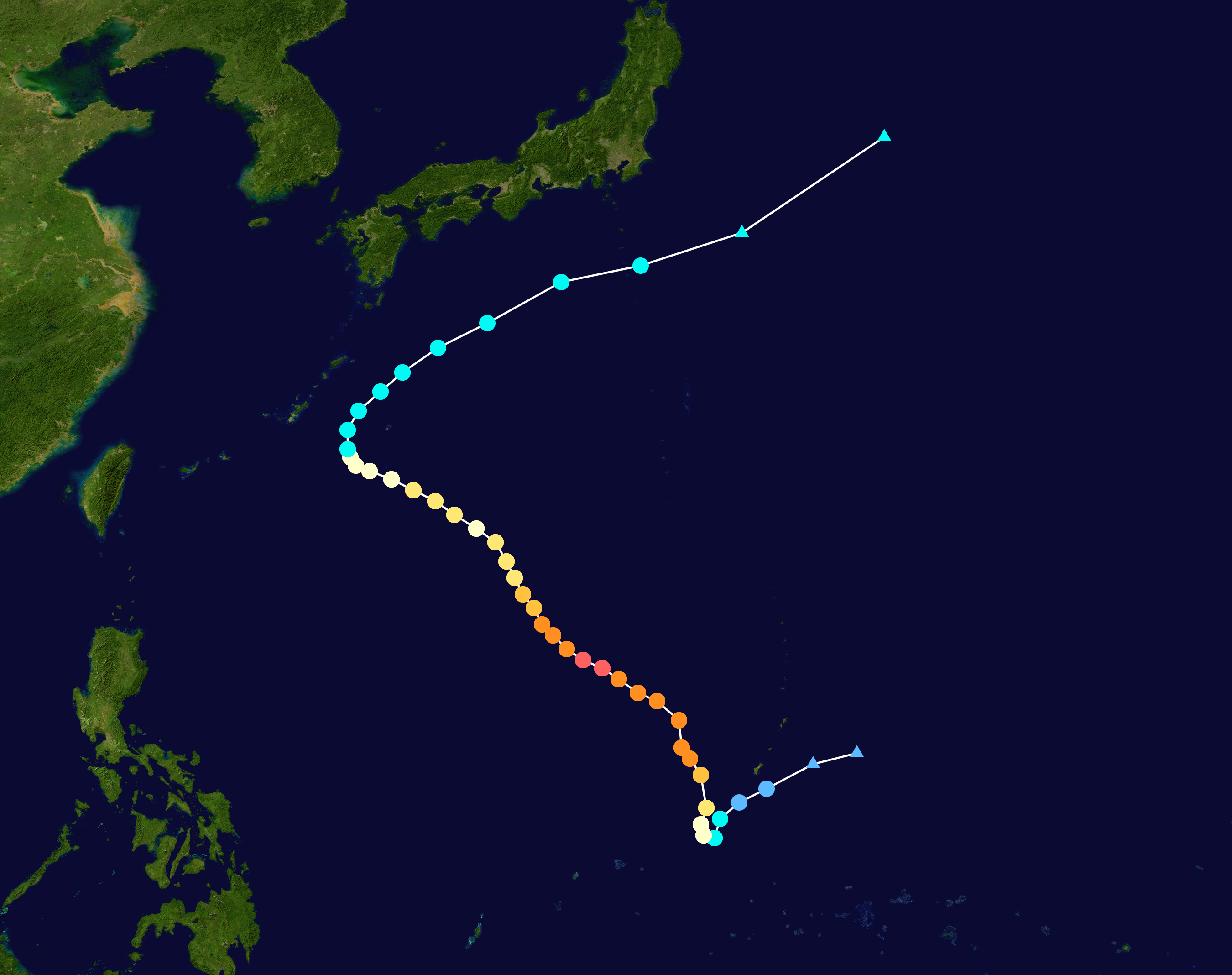
Trajectória do tufão Francisco, segundo a escala de furacões de Saffir-Simpson

No final de 15 de outubro de 2013, um área de conveção persistiu a 750 quilómetros ao leste-nordeste de Guam. Inicialmente o sistema encontrava-se num área de cisalhamento de vento moderada, ainda que as condições gradualmente melhoraram para uma ciclogênese tropical. Às 12:00 UTC de 15 de outubro, a Agência Meteorológica do Japão (JMA) afirmou que uma depressão tropical se formou a 450 quilómetros ao leste de Guam. Umas poucas horas depois, o Centro Conjunto de Avisos de Tufão (JTWC) emitiu uma Alerta de Formação de Ciclone Tropical (TCFA) antes de começar a emitir avisos sobre a depressão tropical Vinte e Seis-W (26W) a inícios de 16 de outubro. Nessa época, a depressão estava a deslocar-se aproximadamente a 100 quilómetros ao sudeste de Guam. Depois de ser categorizado, a depressão deslocou-se baixo a influência de uma crista subtropical ao norte. Sua circulação consolidou-se e a atividade tempestuosa organizou-se, auxiliado pela quente temperatura superficial do mar e diminuição do cisalhamento de vento. Às 06:00 UTC do 16 de outubro, a JMA promoveu a depressão à tempestade tropical Francisco (1327)
Como um ciclone tropical rapidamente consolidado, a tempestade Francisco desenvolveu um olho no final de 16 de outubro no centro da convecção, à medida que sua frente melhorou e um anticiclone se formou no alto Baseado em sua estrutura melhorada, a JMA promoveu ao Francisco a tempestade tropical severa às 18:00 UTC de 16 de outubro, e depois a tufão às 06:00 UTC do dia seguinte. O Francisco diminuiu a sua velocidade de deslocação à medida que as correntes, que o guiavam, se debilitaram, propiciando seu giro ao norte-noroeste a 17 de outubro devido a uma extensão da crista subtropical. No final desse dia, o tufão tinha um olho bem definido de 28 quilómetros de diâmetro através e rodeado de convecção profunda, enquanto se encontrava deslocando sobre o oeste de Guam e das ilhas Marianas do Norte. Sua deslocação acelerou mais ao nordeste, guiada pela crista em intensificação. Com uma parede de olho convectiva bem consolidada, o Francisco continuou se intensificando e a JTWC o promoveu ao status de supertufão a 18 de outubro. Às 18:00 UTC, a JMA afirmou que o tufão atingiu o seu máximo pico de ventos sustentados em 10 minutos de 195 km/h (120 mph, 105 nós). A 19 de outubro, a JTWC promoveu ao Francisco a supertufão de categoria cinco na escala de Saffir-Simpson, com ventos máximos sustentados num minuto de 260 km/h (160 mph, 140 nós); para esse tempo, a parede de olho contraiu-se a uns 19 quilómetros de diâmetro.

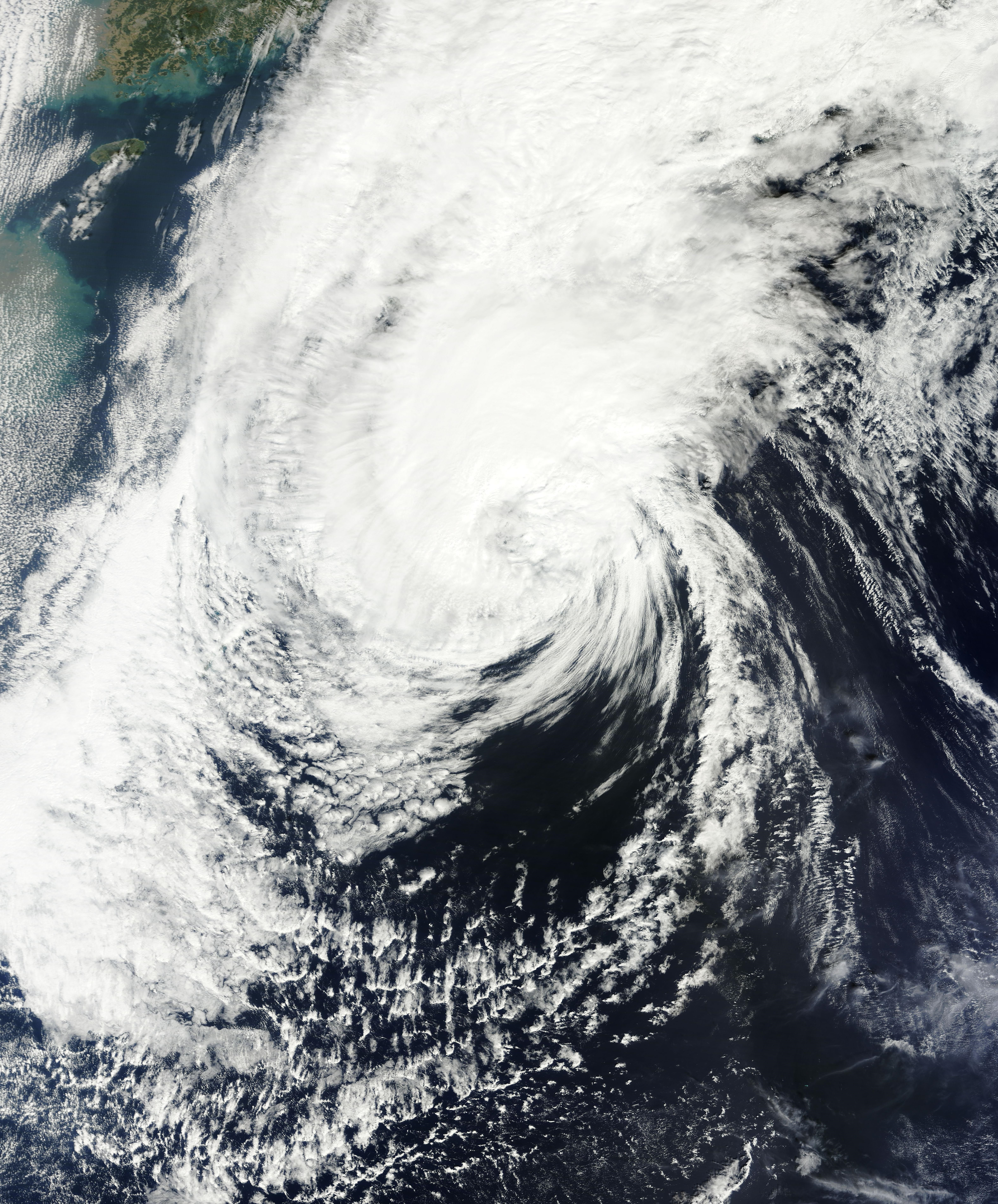
Imagem de satélite que capta ao Francisco se convertendo em ciclone extratropical ao sul de Japão

Depois de manter o seu pico de intensidade por para perto de 36 horas, o Francisco começou a debilitar-se, depois que o olho perdesse definição devido à constituição de um novo cisalhamento de vento. Para 21 de outubro, o olho rasgou-se e encheu-se de nublosidade enquanto a estrutura de tempestade visualizou-se elongada nas imagens de satélite. Naquele dia, o tufão entrou ao área de responsabilidade da Administração de Serviços Atmosféricos, Geofísicos e Astronómicos das Filipinas (PAGASA por suas siglas em inglês), o qual deu ao Francisco o nome local de Urduja; a agência cessou a emissão de avisos a 23 de outubro. As condições permaneceram geralmente favoráveis, permitindo ao olho a permanecer visível apesar da significativa redução em seus ventos sustentados.
O ar seco começou a afectar ao ciclone tropical no final de 22 de outubro, partindo ao fluxo de ar húmido e a temperatura do mar esfriou-se paulatinamente ao longo do trajecto da tempestade. Como resultado, o olho se dissipou e a convecção se debilitou. A aproximação de um cavado proveniente da península da Coreia debilitou à crista ao norte, diminuindo a deslocação do tufão e permitindo-o deslocar ao norte e ao nordeste durante o 24 de outubro. O Francisco debilitou-se abaixo do status de tufão depois de passar a 210 quilómetros ao sudeste de Okinawa. A tempestade começou a interagir com uma frente fria enquanto passava sobre o sul do Japão, movendo-se ao redor da crista subtropical. Com o incremento do cisalhamento de vento, a circulação expôs-se da convecção e a JTWC deixou de emitir avisos a partir de 25 de outubro, declarando que o Francisco se estava a converter em extratropical Ao dia seguinte, o Francisco completou a sua transição extratropical, mas se dissipou a 26 de outubro, ao sudeste do Japão.

## Preparações e impacto
Enquanto o Francisco estava a formar-se para perto de Guam, o escritório local do Serviço Meteorológico Nacional emitiu uma vigilância de tempestade tropical para Guam, Rota, Tinian e Saipan. Em Guam, 1 223 pessoas foram evacuadas a nove escolas servindo como refúgios de emergência. Um campo de cross country foi posposta por um dia devido à tempestade. Como um sistema em processo de intensificação, o Francisco passou ao sul de Guam e as ilhas Marianas do Norte. As rajadas de vento em Guam atingiram os 84 km/h (52 mph, 45 nós) na Base da Força Aérea em Andersen, enquanto em Saipan e Rota reportaram-se ventos de 63 km/h (39 mph, 34 nós) e 61 km/h (38 mph, 33 nós) respectivamente. As rajadas de ventos não foram tão intensas quando o tufão se aproximou às ilhas pela segunda vez. O tufão também provocou chuvas torrenciais em Guam, com acumulações de 201 milímetros em Inarajan. Os danos na região totalizaram os $150 000 (2013 USD) e foram extensamente limitados a árvores caídas. Teve um apagão em Guam durante a tempestade, mas a Autoridade Elétrica de Guam foi capaz de restabelecer o serviço rapidamente; isto foi devido ao primeiro uso de um programa recém instalado que mostrava exactamente onde os cortes ocorreram.
Depois, enquanto deslocava-se para perto de Okinawa, o Francisco trouxe rajadas de vento e chuvas dispersas. A ameaça da tempestade causou que os organizadores cancelassem um torneio de ténis em Kantō. A chegada da tempestade também forçou à companhia japonesa de refinaria Nansei Sekiyu KK de suspender algumas operações marítimas na sua sucursal de Okinawa. Após a tempestade, para perto de 100 militares do exército estadounidense da base Kadena na ilha ajudaram a tirar os escombros e a areia das ruas. O mau tempo provocado pelo tufão provocou a cancelamento do jogo de basquetebol dos Oita Heat Devils. As rajadas de ventos do Francisco deixaram a 3 800 lares sem o fornecimento de energia elétrica na Kagoshima. As precipitações torrenciais registaram-se por todo Shikoku, com acumulações em 58 horas de 680 milímetros em Niyodogawa, Kōchi. Em Izu Ōshima, as autoridades oficiais emitiram avisos a todos os 8 365 residentes a evacuar, os primeiros em 27 anos. Para perto de 1 300 pessoas estiveram baixo ordem de evacuação obrigatória. Isto ocorreu depois que o tufão Wipha provocasse um deslizamento mortífero uma semana antes. As precipitações em Izu Ōshima totalizaram os 150 milímetros. Aos evacuados permitiu-se-lhe regressar aos seus lares depois que a tempestade se afastou da área.